# Rhodactina
Rhodactina — рід грибів родини Boletaceae. Назва вперше опублікована 1989 року.

## Класифікація
Згідно з базою MycoBank до роду Rhodactina відносять 2 офіційно визнані види:
- Rhodactina himalayensis
- Rhodactina incarnata